# Mugaharawa
Mugaharawa är ett periodiskt vattendrag i Burundi.   Det ligger i provinsen Muyinga, i den norra delen av landet, 120 kilometer nordost om huvudstaden Bujumbura.
Omgivningarna runt Mugaharawa är en mosaik av jordbruksmark och naturlig växtlighet. Runt Mugaharawa är det tätbefolkat, med 319 invånare per kvadratkilometer.